# Датско националсоциалистическо движение
Датско националсоциалистическо движение (на датски: Danmarks Nationalsocialistiske Bevægelse), известно ощо като DNSB, е датска неонацистка политическа партия.

## История
Партията е основана на 1 септември 1991 г. от Джони Хансен.
Под ръководството на Хансен, движението създава своя националсоциалистическа радиостанция – Radio Oasen.